# قائمة أعضاء المدة النيابية الحادية عشرة لمجلس النواب التونسي
تحتوي هذه المقالة على قائمة أعضاء المدة النيابية الحادية عشرة في مجلس النواب التونسي والبالغ عددهم 189 نائبا موزعين حسب الدوائر الانتخابية.

## المكتب

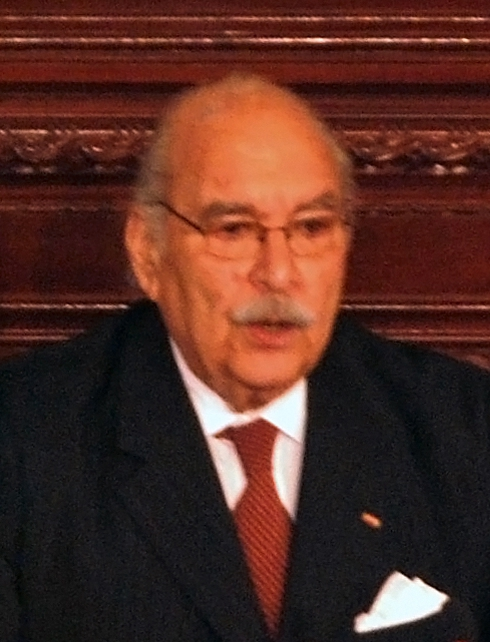
فؤاد المبزع الرئيس التجمع الدستوري الديمقراطي
العفيف شيبوب النائب الأول التجمع الدستوري الديمقراطي
شاذلية بوخشينة النائبة الثانية التجمع الدستوري الديمقراطي

## الأعضاء

### عند بداية المجلس

التوزيع حسب الكتل.

| الكتلة/الأحزاب | الكتلة/الأحزاب                | المقاعد |  |
| -------------- | ----------------------------- | ------- |  |
|                | التجمع الدستوري الديمقراطي    | 152     |  |
|                |                               |         |  |
|                | حركة الديمقراطيين الاشتراكيين | 14      |  |
|                |                               |         |  |
|                | حزب الوحدة الشعبية            | 11      |  |
|                |                               |         |  |
|                | الاتحاد الديمقراطي الوحدوي    | 7       |  |
|                |                               |         |  |
|                | حركة التجديد                  | 3       |  |
|                |                               |         |  |
|                | الحزب الاجتماعي التحرري       | 2       |  |
|                |                               |         |  |
| الإجمالي       | الإجمالي                      | 189     |  |

## الأعضاء الدائرة الانتخابية

### دائرة تونس الأولى الانتخابية
| الصورة | الحزب                         | الاسم                        |
| ------ | ----------------------------- | ---------------------------- |
|        | التجمع الدستوري الديمقراطي    | فؤاد المبزع                  |
|        | التجمع الدستوري الديمقراطي    | الهادي الجيلاني              |
|        | التجمع الدستوري الديمقراطي    | محمد الحبيب ثامر             |
|        | التجمع الدستوري الديمقراطي    | نجوى الميلادي (ولدت بن خالد) |
|        | التجمع الدستوري الديمقراطي    | عبد الناصر شويخ              |
|        | التجمع الدستوري الديمقراطي    | راضية بن سلطان               |
|        | التجمع الدستوري الديمقراطي    | الناجي الجراحي               |
|        | التجمع الدستوري الديمقراطي    | محمد الدامي                  |
|        | حركة الديمقراطيين الاشتراكيين | محمد رجاء ليتيم              |
|        | حزب الوحدة الشعبية            | هشام الحاجي                  |
|        | الاتحاد الديمقراطي الوحدوي    | عمار الزغلامي                |

### دائرة تونس الثانية الانتخابية
| الصورة | الحزب                         | الاسم                        |
| ------ | ----------------------------- | ---------------------------- |
|        | التجمع الدستوري الديمقراطي    | العفيف شيبوب                 |
|        | التجمع الدستوري الديمقراطي    | البشير المجدوب               |
|        | التجمع الدستوري الديمقراطي    | سلوى التارزي بن عطية         |
|        | التجمع الدستوري الديمقراطي    | نجاة النوري (ولدت الطرابلسي) |
|        | التجمع الدستوري الديمقراطي    | هدى بليش (ولدت بيزيد)        |
|        | التجمع الدستوري الديمقراطي    | محمد بن الريش                |
|        | التجمع الدستوري الديمقراطي    | محمد الفاضل المولهي          |
|        | حركة الديمقراطيين الاشتراكيين | إسماعيل بولحية               |
|        | الحزب الاجتماعي التحرري       | جميل السعيدي                 |
|        | الاتحاد الديمقراطي الوحدوي    | الطاهر مصطفى اليحياوي        |

### دائرة أريانة الانتخابية
| الصورة | الحزب                      | الاسم                       |
| ------ | -------------------------- | --------------------------- |
|        | التجمع الدستوري الديمقراطي | التيجاني الحداد             |
|        | التجمع الدستوري الديمقراطي | عزيزة حتيرة (ولدت الفيتوري) |
|        | التجمع الدستوري الديمقراطي | بوبكر زخامة                 |
|        | التجمع الدستوري الديمقراطي | عبد الله الشابي             |
|        | التجمع الدستوري الديمقراطي | سيدة العقربي                |
|        | التجمع الدستوري الديمقراطي | كمال الشريقي                |
|        | حزب الوحدة الشعبية         | سميرة الشواشي               |
|        | الاتحاد الديمقراطي الوحدوي | أحمد الغندور                |

### دائرة منوبة الانتخابية
| الصورة | الحزب                         | الاسم               |
| ------ | ----------------------------- | ------------------- |
|        | التجمع الدستوري الديمقراطي    | محمد السويح         |
|        | التجمع الدستوري الديمقراطي    | صالح الطبرقي        |
|        | التجمع الدستوري الديمقراطي    | علي سلامة           |
|        | التجمع الدستوري الديمقراطي    | منية الدرويش        |
|        | التجمع الدستوري الديمقراطي    | مصطفى المديني       |
|        | حركة الديمقراطيين الاشتراكيين | عبد الحميد اليعقوبي |
|        | حزب الوحدة الشعبية            | عبد الحميد بن مصباح |

### دائرة بن عروس الانتخابية
| الصورة | الحزب                         | الاسم                          |
| ------ | ----------------------------- | ------------------------------ |
|        | التجمع الدستوري الديمقراطي    | عبد اللطيف بن المكي            |
|        | التجمع الدستوري الديمقراطي    | الشاذلي البرجي                 |
|        | التجمع الدستوري الديمقراطي    | عبد الله عبعاب                 |
|        | التجمع الدستوري الديمقراطي    | محمد العويني                   |
|        | التجمع الدستوري الديمقراطي    | عواطف بوغنيم                   |
|        | التجمع الدستوري الديمقراطي    | منيرة العويديدي (ولدت الحليوي) |
|        | التجمع الدستوري الديمقراطي    | يوسف بن الآغة                  |
|        | حركة الديمقراطيين الاشتراكيين | محمد المنجي كتلان              |

### دائرة بنزرت الانتخابية
| الصورة | الحزب                      | الاسم                       |
| ------ | -------------------------- | --------------------------- |
|        | التجمع الدستوري الديمقراطي | محمد شرف الدين قلوز         |
|        | التجمع الدستوري الديمقراطي | سعيد الطاهر لسود            |
|        | التجمع الدستوري الديمقراطي | زليخاء بالكاهية (ولدت قلوز) |
|        | التجمع الدستوري الديمقراطي | نور الدين البجاوي           |
|        | التجمع الدستوري الديمقراطي | كمال الذوادي                |
|        | التجمع الدستوري الديمقراطي | منصور قيسومة                |
|        | التجمع الدستوري الديمقراطي | حافظ السحباني               |
|        | التجمع الدستوري الديمقراطي | خفيفة بن دية (ولدت عنيبة)   |
|        | حركة التجديد               | نور الدين الطرهوني          |

### دائرة نابل الانتخابية
| الصورة | الحزب                         | الاسم                   |
| ------ | ----------------------------- | ----------------------- |
|        | التجمع الدستوري الديمقراطي    | عبد الباقي باشا         |
|        | التجمع الدستوري الديمقراطي    | ثامر سعد                |
|        | التجمع الدستوري الديمقراطي    | خيرة بن فضل (ولدت لاغة) |
|        | التجمع الدستوري الديمقراطي    | عبد القادر الحداد       |
|        | التجمع الدستوري الديمقراطي    | عفيفة غانمي (ولدت صالح) |
|        | التجمع الدستوري الديمقراطي    | سهام بن عمر (ولدت تيرة) |
|        | التجمع الدستوري الديمقراطي    | علي بن طالب             |
|        | التجمع الدستوري الديمقراطي    | كمال بوجبل              |
|        | التجمع الدستوري الديمقراطي    | فوزي بن جديرة           |
|        | التجمع الدستوري الديمقراطي    | محمود القروي            |
|        | حركة الديمقراطيين الاشتراكيين | محمد الصحبي بودربالة    |

### دائرة زغوان الانتخابية
| الصورة | الحزب                      | الاسم           |
| ------ | -------------------------- | --------------- |
|        | التجمع الدستوري الديمقراطي | خالد بن الطاهر  |
|        | التجمع الدستوري الديمقراطي | حمودة الطرابلسي |
|        | حركة التجديد               | عادل الشاوش     |

### دائرة باجة الانتخابية
| الصورة | الحزب                      | الاسم               |
| ------ | -------------------------- | ------------------- |
|        | التجمع الدستوري الديمقراطي | محمد الهادي الجلاصي |
|        | التجمع الدستوري الديمقراطي | محمد بن يحيى        |
|        | التجمع الدستوري الديمقراطي | رجاء فتح الله       |
|        | التجمع الدستوري الديمقراطي | الصحبي السلطاني     |
|        | التجمع الدستوري الديمقراطي | مصطفى المنصوري      |
|        | حزب الوحدة الشعبية         | خديجة مبزعية        |

### دائرة الكاف الانتخابية
| الصورة | الحزب                      | الاسم                 |
| ------ | -------------------------- | --------------------- |
|        | التجمع الدستوري الديمقراطي | عبد الرحمان البوحريزي |
|        | التجمع الدستوري الديمقراطي | رضا بوعجينة           |
|        | التجمع الدستوري الديمقراطي | محي الدين السلامي     |
|        | التجمع الدستوري الديمقراطي | يونس العبروقي         |
|        | الحزب الاجتماعي التحرري    | المنجي الخماسي        |
|        | الاتحاد الديمقراطي الوحدوي | عبد الملك العبيدي     |

### دائرة سليانة الانتخابية
| الصورة | الحزب                         | الاسم                            |
| ------ | ----------------------------- | -------------------------------- |
|        | التجمع الدستوري الديمقراطي    | محمد الهادي الوسلاتي             |
|        | التجمع الدستوري الديمقراطي    | صالح التومي                      |
|        | التجمع الدستوري الديمقراطي    | محمد جويني                       |
|        | التجمع الدستوري الديمقراطي    | نجوى بو الأعراس (ولدت عبد الملك) |
|        | حركة الديمقراطيين الاشتراكيين | محمد الرياحي                     |
|        | الاتحاد الديمقراطي الوحدوي    | مفيدة العبيدلي                   |

### دائرة جندوبة الانتخابية
| الصورة | الحزب                         | الاسم                |
| ------ | ----------------------------- | -------------------- |
|        | التجمع الدستوري الديمقراطي    | المنصف البلطي        |
|        | التجمع الدستوري الديمقراطي    | حفيظ الرحوي          |
|        | التجمع الدستوري الديمقراطي    | الناجي مويهبي        |
|        | التجمع الدستوري الديمقراطي    | رجاء الكلاعي         |
|        | التجمع الدستوري الديمقراطي    | محمد المولدي العياري |
|        | التجمع الدستوري الديمقراطي    | نجيب العطافي         |
|        | التجمع الدستوري الديمقراطي    | شريفة العبيدلي       |
|        | حركة الديمقراطيين الاشتراكيين | الطيب محسني          |
|        | الاتحاد الديمقراطي الوحدوي    | أحمد إينوبلي         |

### دائرة القيروان الانتخابية
| الصورة | الحزب                         | الاسم                   |
| ------ | ----------------------------- | ----------------------- |
|        | التجمع الدستوري الديمقراطي    | محمد الهاشمي العامري    |
|        | التجمع الدستوري الديمقراطي    | محسن التميمي            |
|        | التجمع الدستوري الديمقراطي    | فوزية عبيد (ولدت شقرون) |
|        | التجمع الدستوري الديمقراطي    | حمدة الكناني            |
|        | التجمع الدستوري الديمقراطي    | صلاح الدين بوجاه        |
|        | التجمع الدستوري الديمقراطي    | فتحي الفرجاوي           |
|        | التجمع الدستوري الديمقراطي    | عمارة المخلوفي          |
|        | التجمع الدستوري الديمقراطي    | خيار الدين الذهبي       |
|        | التجمع الدستوري الديمقراطي    | عارم الرياشي            |
|        | حركة الديمقراطيين الاشتراكيين | المختار العينوس         |

### دائرة سوسة الانتخابية
| الصورة | الحزب                      | الاسم                     |
| ------ | -------------------------- | ------------------------- |
|        | التجمع الدستوري الديمقراطي | الصحبي القروي             |
|        | التجمع الدستوري الديمقراطي | محمد الحبيب الباهي        |
|        | التجمع الدستوري الديمقراطي | رضا بوعرقوب               |
|        | التجمع الدستوري الديمقراطي | عائدة الشمسي (ولدت مرجان) |
|        | التجمع الدستوري الديمقراطي | أحمد السعيدي              |
|        | التجمع الدستوري الديمقراطي | سميرة سلامة (ولدت بعيزيق) |
|        | التجمع الدستوري الديمقراطي | عبد القادر فرادي          |
|        | التجمع الدستوري الديمقراطي | نسيمة السوسي              |
|        | حزب الوحدة الشعبية         | توفيق بوهلال              |

### دائرة المنستير الانتخابية
| الصورة | الحزب                         | الاسم                          |
| ------ | ----------------------------- | ------------------------------ |
|        | التجمع الدستوري الديمقراطي    | عامر البنوني                   |
|        | التجمع الدستوري الديمقراطي    | عمر بن الحاج صالح              |
|        | التجمع الدستوري الديمقراطي    | فرحات بيوض                     |
|        | التجمع الدستوري الديمقراطي    | الهاشمي المعلال                |
|        | التجمع الدستوري الديمقراطي    | بشيرة حسيون                    |
|        | التجمع الدستوري الديمقراطي    | حاتم السوسي                    |
|        | التجمع الدستوري الديمقراطي    | فاتن بن عمر (ولدت بن عبد الله) |
|        | حركة الديمقراطيين الاشتراكيين | إبراهيم الطوير                 |

### دائرة المهدية الانتخابية
| الصورة | الحزب                         | الاسم            |
| ------ | ----------------------------- | ---------------- |
|        | التجمع الدستوري الديمقراطي    | يوسف الرمادي     |
|        | التجمع الدستوري الديمقراطي    | عامر بن عبد الله |
|        | التجمع الدستوري الديمقراطي    | عبد الرزاق غزيل  |
|        | التجمع الدستوري الديمقراطي    | محمد بن سعيد     |
|        | التجمع الدستوري الديمقراطي    | نبيهة عبيد       |
|        | التجمع الدستوري الديمقراطي    | المبروك العيوني  |
|        | حركة الديمقراطيين الاشتراكيين | زينب ابراهيم     |
|        | حزب الوحدة الشعبية            | خالد بن منصور    |

### دائرة القصرين الانتخابية
| الصورة | الحزب                      | الاسم               |
| ------ | -------------------------- | ------------------- |
|        | التجمع الدستوري الديمقراطي | الحبيب رابحي        |
|        | التجمع الدستوري الديمقراطي | محمد كمال الخلفي    |
|        | التجمع الدستوري الديمقراطي | معمر الهرهوري       |
|        | التجمع الدستوري الديمقراطي | الحبيب بلقاسمي      |
|        | التجمع الدستوري الديمقراطي | عبد العزيز الشعباني |
|        | التجمع الدستوري الديمقراطي | آمال الجليطي        |
|        | التجمع الدستوري الديمقراطي | منوبية الغضباني     |

### دائرة سيدي بوزيد الانتخابية
| الصورة | الحزب                      | الاسم         |
| ------ | -------------------------- | ------------- |
|        | التجمع الدستوري الديمقراطي | الأزهر الضيفي |
|        | التجمع الدستوري الديمقراطي | عمار عبو      |
|        | التجمع الدستوري الديمقراطي | بية مسعودي    |
|        | التجمع الدستوري الديمقراطي | سندس عويطي    |
|        | التجمع الدستوري الديمقراطي | عبد الرزاق ضي |
|        | التجمع الدستوري الديمقراطي | المولدي سعيدي |
|        | حزب الوحدة الشعبية         | الهاشمي صالحي |

### دائرة قفصة الانتخابية
| الصورة | الحزب                         | الاسم               |
| ------ | ----------------------------- | ------------------- |
|        | التجمع الدستوري الديمقراطي    | محمد خير الدين خالد |
|        | التجمع الدستوري الديمقراطي    | عمارة العباسي       |
|        | التجمع الدستوري الديمقراطي    | علي مبروك           |
|        | التجمع الدستوري الديمقراطي    | فوزية خالدي         |
|        | التجمع الدستوري الديمقراطي    | منور خميلة          |
|        | حركة الديمقراطيين الاشتراكيين | محمد رشاد بالقاضي   |

### دائرة توزر الانتخابية
| الصورة | الحزب                      | الاسم               |
| ------ | -------------------------- | ------------------- |
|        | التجمع الدستوري الديمقراطي | علي جدي             |
|        | التجمع الدستوري الديمقراطي | محمد التابعي القفصي |

### دائرة صفاقس الأولى الانتخابية
| الصورة | الحزب                      | الاسم                        |
| ------ | -------------------------- | ---------------------------- |
|        | التجمع الدستوري الديمقراطي | فؤاد القرقوري                |
|        | التجمع الدستوري الديمقراطي | عيسى الطهاري                 |
|        | التجمع الدستوري الديمقراطي | شريفة بن جماعة (ولدت اللوزي) |
|        | التجمع الدستوري الديمقراطي | علي بنعون                    |
|        | التجمع الدستوري الديمقراطي | جمال التومي                  |
|        | التجمع الدستوري الديمقراطي | نبيلة القلال (ولدت قويعة)    |
|        | حركة التجديد               | محمد ثامر ادريس              |
|        | حزب الوحدة الشعبية         | منير العيادي                 |

### دائرة صفاقس الثانية الانتخابية
| الصورة | الحزب                      | الاسم                        |
| ------ | -------------------------- | ---------------------------- |
|        | التجمع الدستوري الديمقراطي | المنصف عبد الهادي            |
|        | التجمع الدستوري الديمقراطي | الطاهر كمون                  |
|        | التجمع الدستوري الديمقراطي | آمال بن دالي (ولدت بن جماعة) |
|        | التجمع الدستوري الديمقراطي | عبد السلام العفاس            |
|        | التجمع الدستوري الديمقراطي | آمنة بن عرب (ولدت بن مصطفى)  |
|        | التجمع الدستوري الديمقراطي | عبد الجواد مغيث              |
|        | التجمع الدستوري الديمقراطي | فرح الصويد                   |
|        | حزب الوحدة الشعبية         | سهيل البحري                  |

### دائرة قابس الانتخابية
| الصورة | الحزب                         | الاسم             |
| ------ | ----------------------------- | ----------------- |
|        | التجمع الدستوري الديمقراطي    | الطاهر مسعودي     |
|        | التجمع الدستوري الديمقراطي    | الهادي شعير       |
|        | التجمع الدستوري الديمقراطي    | شاذلية بوخشينة    |
|        | التجمع الدستوري الديمقراطي    | إبراهيم فوزي طويل |
|        | التجمع الدستوري الديمقراطي    | عز الدين اسميطي   |
|        | حركة الديمقراطيين الاشتراكيين | عروسي النالوتي    |
|        | حزب الوحدة الشعبية            | زهير الحاج سالم   |

### دائرة مدنين الانتخابية
| الصورة | الحزب                         | الاسم                         |
| ------ | ----------------------------- | ----------------------------- |
|        | التجمع الدستوري الديمقراطي    | حبيبة المصعبي (ولدت بن عمارة) |
|        | التجمع الدستوري الديمقراطي    | محمد الحبيب عويدة             |
|        | التجمع الدستوري الديمقراطي    | مها بن الهوشات                |
|        | التجمع الدستوري الديمقراطي    | محمود اسماعيل                 |
|        | التجمع الدستوري الديمقراطي    | الكوني شندول                  |
|        | التجمع الدستوري الديمقراطي    | الطاهر قعلول                  |
|        | التجمع الدستوري الديمقراطي    | عبد الله الونيسي              |
|        | حركة الديمقراطيين الاشتراكيين | أحمد الزغداني                 |
|        | حزب الوحدة الشعبية            | مصطفى بوعواجة                 |

### دائرة تطاوين الانتخابية
| الصورة | الحزب                         | الاسم            |
| ------ | ----------------------------- | ---------------- |
|        | التجمع الدستوري الديمقراطي    | يوسف القروي      |
|        | التجمع الدستوري الديمقراطي    | علي بلقاسم جديعة |
|        | حركة الديمقراطيين الاشتراكيين | رضا بن حسين      |

### دائرة قبلي الانتخابية
| الصورة | الحزب                      | الاسم               |
| ------ | -------------------------- | ------------------- |
|        | التجمع الدستوري الديمقراطي | محمد الصغير المنتصر |
|        | التجمع الدستوري الديمقراطي | فوزي بنحامد         |
|        | الاتحاد الديمقراطي الوحدوي | عبد الكريم عمر      |

## مقالات ذات صلة
- مجلس النواب (تونس)
- الانتخابات التشريعية التونسية 2009

## روابط خارجية
- مداولات مجلس النواب في المدة النيابية الحادية عشر في الجلسة عدد 1 لسنة 2004، مجلس نواب الشعب.
- بي دي إف  قائمة النواب في مداولات مجلس النواب في المدة النيابية الحادية عشر في الجلسة عدد 1 لسنة 2004 نسخة محفوظة 3 مارس 2016 على موقع واي باك مشين..